# 699 Hela
699 Hela este o planetă minoră (asteroid) din Mars-crossing asteroid[*]. A fost descoperită pe 5 iunie 1910 la Observatorul Königstuhl de Joseph Helffrich⁠(d) și a fost numită după Hel. 
Obiectul prezintă o orbită caracterizată de o semiaxă mare de 2,6131992296447 UAi, o excentricitate de 0,40949210671235, o înclinație de 15,303 ° în raport cu ecliptica.